# Adílio (futebolista)
Adílio de Oliveira Gonçalves, mais conhecido apenas como Adílio (Rio de Janeiro, 15 de maio de 1956 – Rio de Janeiro, 5 de agosto de 2024), foi um futebolista brasileiro que atuava como meio-campista. Em 2020, em um ranking elaborado por especialistas dos jornais O Globo e Extra, figurou na 7ª posição entre os maiores ídolos de futebol da história do Clube de Regatas do Flamengo, clube que defendeu ininterruptamente entre 1975 e 1987, e depois em 1990.
Após encerrar a carreira no futebol de campo, virou jogador de futsal e atuou como ala-pivô, sendo campeão da Copa do Mundo de Futsal de 1989 com a Seleção Brasileira.

## Carreira

### Como jogador
Criado no Flamengo, clube que defendeu por grande parte de sua carreira, Adílio atuou ao lado de Zico e Andrade no período mais vitorioso da história do Rubro-Negro.
Com esse time, o Flamengo conquistou suas maiores glórias, incluindo a Copa Libertadores da América e a Copa Intercontinental de 1981, e os Brasileiros de 1980, 1982 e 1983.
Outros títulos na carreira de Adílio incluem as Taças Guanabaras de 1978, 1979, 1980, 1981, 1982 e 1984, as Taças Rio de 1983, 1985 e 1986 e os Campeonatos Cariocas (Estadual do Rio de Janeiro a partir de 1979) de 1978, 1979 e 1979 (houve dois torneios estaduais em 1979), 1981 e 1986.
Adílio era um jogador de rara habilidade e criatividade, dono de um passe perfeito e adepto a um estilo de jogo clássico. Contudo, também soube ser decisivo em sua carreira, como quando marcou o segundo gol do Flamengo na vitória por 3 a 0 sobre o Liverpool, na final do Copa Intercontinental de 1981, ou quando fez o terceiro gol na vitória por 3 a 0 sobre o Santos na decisão do Campeonato Brasileiro de 1983.
Adílio atuou no Flamengo entre 1975 e 1987, quando teve a oportunidade de vestir a camisa rubro-negra em 617 jogos, 377 vitórias, 148 empates e 92 derrotas; 129 gols, o que faz dele o terceiro jogador com maior número de jogos disputados pelo Flamengo.
Depois de deixar a Gávea, Adílio chegou a jogar por clubes como Coritiba, Barcelona de Guayaquil (Equador) e Alianza Lima (Peru). Porém, já em final de carreira, passou a atuar por times do interior do Rio, como América de Três Rios, Friburguense e o Barreira. Em 1995, teve uma rápida passagem pelo Serrano Sport Club, em Vitória da Conquista - Bahia, jogando com a camisa 10 do time mongoió. 
Em 2012 ele participou de um jogo amistoso, em grama sintética, chamado de "Desafio das Superfícies", com 7 jogadores de cada lado, no qual um selecionado de jogadores de futebol de campo encarou um selecionado de jogadores de Futsal.

### Como treinador
Após encerrar sua carreira de jogador, Adílio foi treinador do Bahain (Arábia Saudita) e do CFZ-RJ. Mas, em 2003, o ex-craque rubro-negro retornou a sua casa, onde trabalhou com as divisões de base do Flamengo.
Em dezembro de 2008, após uma reformulação no Departamento de Futebol do Flamengo, Adílio foi demitido do comando técnico das divisões de base do clube.

### Morte
Adílio, um dos maiores ídolos do clube e terceiro jogador que mais vestiu a camisa rubro-negra na história foi diagnosticado com câncer de pâncreas, motivo que o levou a ser internado em um hospital particular no Rio de Janeiro. O ex-jogador faleceu em 5 de agosto de 2024.

## Seleção Brasileira
Adílio teve somente duas atuações pela Seleção Brasileira de Futebol. Contudo, deixou sua marca ao dar um lindo passe para Júnior fazer o gol da vitória brasileira sobre a Alemanha, em uma partida disputada no Maracanã, em 1982.
Após se aposentar do futebol de campo e migrar para o futebol de salão, Adílio foi campeão do mundo com a Seleção Brasileira de Futsal na Copa do Mundo de 1989. Ele é o único jogador da história a ter atuado como profissional nas Seleções Brasileiras de futebol de campo e futebol de salão.

## Carreira política
Em 2010 se candidatou para o cargo de deputado estadual, não sendo eleito.

## Entrevistas

### Museu da Pessoa
Adílio forneceu uma entrevista ao Museu da Pessoa , onde demonstra uma situação que o marcou e destaca que apesar de seguir a carreira no futebol nunca negligenciou os estudos, sendo um exemplo dentro e fora de campo.
"Aí a diretora falou pra mim: “Adílio, eu queria que você subisse lá em cima na Biblioteca”, eu fui e ela falou, ela contou minha história: “Ó Diretor, esse garoto veio pra cá, nós nunca recebíamos garotos que moravam na Cruzada, que nós tínhamos problemas, nós achávamos que tinha lá negócio de marginal, as coisas todinhas né, mas o Adílio... Ele é o melhor aluno do colégio, ele é o garoto mais disciplinado, ele é polícia escolar de segurança, aquele garoto que ficava com aquele negócio pra atravessar a rua, ele é o primeiro bibliotecário do colégio que arruma os os livros todinhos e tal, esse garoto é o melhor aluno do colégio” prantos, chorando e tal... "E por felicidade nossa, ele também é um garoto que joga futebol, é dente de leite do Flamengo, todos os domingos têm

jogos dele e nós temos assistido, é um garoto que tá sempre ganhando bicicleta, premiação e tudo”. Quer dizer, então isso foi uma coisa muito boa pra mim, que ficou marcado e que eu vi minha mãe chorar, entendeu? Eu nunca tinha visto minha mãe chorar. Foi quando eu vi a minha mãe chorar e quando eu desci o pessoal batendo palmas e tal, minha mãe aos prantos me abraçando, quer dizer..."— Adilio de Oliveira Gonçalves Em entrevista ao Museu da Pessoa

## Estatísticas
Atualizadas até 6 de fevereiro de 1990.

### Como jogador

#### Clubes
| Clube             | Temporada         | Campeonato nacional | Campeonato nacional | Campeonato nacional | Copa nacional[a] | Copa nacional[a] | Copa nacional[a] | Competições continentais[b] | Competições continentais[b] | Competições continentais[b] | Outros torneios[c] | Outros torneios[c] | Outros torneios[c] | Total | Total | Total   |
| Clube             | Temporada         | Jogos               | Gols                | Assist.             | Jogos            | Gols             | Assist.          | Jogos                       | Gols                        | Assist.                     | Jogos              | Gols               | Assist.            | Jogos | Gols  | Assist. |
| ----------------- | ----------------- | ------------------- | ------------------- | ------------------- | ---------------- | ---------------- | ---------------- | --------------------------- | --------------------------- | --------------------------- | ------------------ | ------------------ | ------------------ | ----- | ----- | ------- |
| Flamengo          | 1975              | 0                   | 0                   | 0                   | —                | —                | —                | —                           | —                           | —                           | 4                  | 0                  | 0                  | 4     | 0     | 0       |
| Flamengo          | 1976              | 6                   | 0                   | 0                   | —                | —                | —                | —                           | —                           | —                           | 10                 | 1                  | 1                  | 16    | 1     | 1       |
| Flamengo          | 1977              | 18                  | 1                   | 0                   | —                | —                | —                | —                           | —                           | —                           | 41                 | 8                  | 6                  | 59    | 9     | 6       |
| Flamengo          | 1978              | 23                  | 5                   | 3                   | —                | —                | —                | —                           | —                           | —                           | 43                 | 9                  | 6                  | 66    | 14    | 9       |
| Flamengo          | 1979              | 10                  | 0                   | 2                   | —                | —                | —                | —                           | —                           | —                           | 59                 | 12                 | 16                 | 69    | 12    | 18      |
| Flamengo          | 1980              | 17                  | 0                   | 1                   | —                | —                | —                | —                           | —                           | —                           | 40                 | 13                 | 4                  | 57    | 13    | 5       |
| Flamengo          | 1981              | 16                  | 0                   | 3                   | —                | —                | —                | 13                          | 3                           | 3                           | 39                 | 14                 | 9                  | 68    | 17    | 15      |
| Flamengo          | 1982              | 22                  | 3                   | 6                   | —                | —                | —                | 4                           | 0                           | 1                           | 28                 | 5                  | 4                  | 54    | 8     | 11      |
| Flamengo          | 1983              | 22                  | 8                   | 4                   | —                | —                | —                | 6                           | 1                           | 0                           | 33                 | 13                 | 2                  | 61    | 22    | 6       |
| Flamengo          | 1984              | 17                  | 4                   | 2                   | —                | —                | —                | 10                          | 0                           | 3                           | 18                 | 9                  | 2                  | 45    | 13    | 7       |
| Flamengo          | 1985              | 25                  | 4                   | 1                   | —                | —                | —                | —                           | —                           | —                           | 31                 | 3                  | 6                  | 56    | 7     | 7       |
| Flamengo          | 1986              | 4                   | 0                   | 0                   | —                | —                | —                | —                           | —                           | —                           | 29                 | 5                  | 6                  | 32    | 5     | 6       |
| Flamengo          | 1987              | 0                   | 0                   | 0                   | —                | —                | —                | —                           | —                           | —                           | 29                 | 7                  | 0                  | 29    | 7     | 0       |
| Flamengo          | Total             | 180                 | 25                  | 22                  | 0                | 0                | 0                | 33                          | 4                           | 7                           | 404                | 99                 | 62                 | 616   | 128   | 91      |
| Flamengo          | 1990              | —                   | —                   | —                   | —                | —                | —                | —                           | —                           | —                           | 0                  | 0                  | 0                  | 1     | 0     | 0       |
| Flamengo          | Total             | 0                   | 0                   | 0                   | 0                | 0                | 0                | 0                           | 0                           | 0                           | 1                  | 0                  | 0                  | 1     | 0     | 0       |
| Total na carreira | Total na carreira | 180                 | 25                  | 22                  | 0                | 0                | 0                | 33                          | 4                           | 7                           | 405                | 99                 | 62                 | 617   | 128   | 91      |

- a. ^ Jogos da Copa do Brasil
- b. ^ Jogos da Copa Libertadores da América
- c. ^ Jogos do Campeonato Carioca, Amistoso, Torneio Governador Leonino Caiado, Torneio de Uva, Taça José João Altafini "Mazzola", Taça Prefeito do Distrito Federal, Torneio Cidade de Cuiabá, Troféu Cidade de Palma de Mallorca, Troféu Ramón de Carranza, Taça Luiz Aranha, Taça Jorge Frias de Paula, Taça Innocêncio Pereira Leal, Taça Organizações Globo, Troféu Santander, Copa Punta del Este, Torneio Quadrangular de Nápoles, Taça Sylvio Corrêa Pacheco, Copa Intercontinental, Taça Confraternização Brasil-Paraguai, Troféu Brasil-Argentina, Troféu Centenário de Fundação do Linfield Football Club, Taça Euzébio Andrade, Torneio Internacional de Angola, e Torneio El Gabón

|          | Data                   | Local                                    | Resultado | Adversário        | Gols | Assist. | Competição                           |
| -------- | ---------------------- | ---------------------------------------- | --------- | ----------------- | ---- | ------- | ------------------------------------ |
| Flamengo |                        |                                          |           |                   |      |         |                                      |
|          | 14 de julho de 1981    | Maracanã, Rio de Janeiro, Brasil         | 5–2       | Cerro Porteño     | 0    | 0       | Copa Libertadores da América de 1981 |
|          | 24 de julho de 1981    | Maracanã, Rio de Janeiro, Brasil         | 1–1       | Olimpia           | 1    | 0       | Copa Libertadores da América de 1981 |
|          | 7 de agosto de 1981    | Maracanã, Rio de Janeiro, Brasil         | 2–2       | Atlético Mineiro  | 0    | 0       | Copa Libertadores da América de 1981 |
|          | 11 de agosto de 1981   | Defensores del Chaco, Assunção, Paraguai | 4–2       | Cerro Porteño     | 0    | 1       | Copa Libertadores da América de 1981 |
|          | 14 de agosto de 1981   | Defensores del Chaco, Assunção, Paraguai | 0–0       | Olimpia           | 0    | 0       | Copa Libertadores da América de 1981 |
|          | 21 de agosto de 1981   | Serra Dourada, Goiânia, Brasil           | 0–0       | Atlético Mineiro  | 0    | 0       | Copa Libertadores da América de 1981 |
|          | 15 de setembro de 1981 | Maracanã, Rio de Janeiro, Brasil         | 2–0       | Boca Juniors      | 0    | 0       | Amistoso                             |
|          | 2 de outubro de 1981   | Pascual Guerrero, Cáli, Colômbia         | 1–0       | Deportivo Cali    | 0    | 0       | Copa Libertadores da América de 1981 |
|          | 13 de outubro de 1981  | Félix Capriles, Cochabamba, Bolívia      | 2–1       | Jorge Wilstermann | 1    | 0       | Copa Libertadores da América de 1981 |
|          | 23 de outubro de 1981  | Maracanã, Rio de Janeiro, Brasil         | 3–0       | Deportivo Cali    | 0    | 0       | Copa Libertadores da América de 1981 |
|          | 28 de outubro de 1981  | Maracanã, Rio de Janeiro, Brasil         | 4–1       | Jorge Wilstermann | 1    | 0       | Copa Libertadores da América de 1981 |
|          | 13 de novembro de 1981 | Maracanã, Rio de Janeiro, Brasil         | 2–1       | Cobreloa          | 0    | 1       | Copa Libertadores da América de 1981 |
|          | 20 de novembro de 1981 | Estádio Nacional, Santiago, Chile        | 0–1       | Cobreloa          | 0    | 0       | Copa Libertadores da América de 1981 |
|          | 23 de novembro de 1981 | Estádio Centenário, Montevidéu, Uruguai  | 2–0       | Cobreloa          | 0    | 0       | Copa Libertadores da América de 1981 |
|          | 13 de dezembro de 1981 | Estádio Nacional, Tóquio, Japão          | 3–0       | Liverpool         | 1    | 0       | Copa Europeia/Sul-Americana de 1981  |

#### Seleção Brasileira
Abaixo estão listados todos jogos e gols do futebolista pela Seleção Brasileira. Abaixo da tabela, clique em expandir para ver a lista detalhada dos jogos de acordo com a categoria selecionada.
Seleção principal
| Ano   |       |      |         |       |
| Ano   | Jogos | Gols | Assist. | Média |
| ----- | ----- | ---- | ------- | ----- |
| 1979  | 1     | 0    | 0       | 0     |
| 1982  | 1     | 0    | 1       | 0     |
| Total | 2     | 0    | 1       | 0     |

|    | Data                | Local                              | Resultado | Adversário     | Gols | Assist. | Competição |
| -- | ------------------- | ---------------------------------- | --------- | -------------- | ---- | ------- | ---------- |
| 1. | 5 de julho de 1979  | Arena Fonte Nova, Salvador, Brasil | 1–1       | Seleção Baiana | 0    | 0       | Amistoso   |
| 2. | 21 de março de 1982 | Maracanã, Rio de Janeiro, Brasil   | 1–0       | Alemanha       | 0    | 1       | Amistoso   |

## Títulos

### Como jogador
Flamengo
- Copa Intercontinental: 1981
- Copa Libertadores da América: 1981
- Campeonato Brasileiro: 1980, 1982, 1983
- Copa União (Módulo Verde): 1987
- Campeonato Carioca: 1978, 1979 (Especial), 1979, 1981, 1986
- Taça Guanabara: 1978, 1979, 1980, 1981, 1982, 1984
- Taça Rio: 1978, 1983, 1985, 1986
- Copa Punta del Este: 1981
- Taça Confraternização Brasil-Paraguai: 1982
- Taça Geraldo Cleofas Dias Alves: 1976
- Torneio Air Gabon: 1987
- Torneio Internacional de Angola: 1987
- Torneio Internacional de Nápoles: 1981
- Troféu Cidade de Palma de Mallorca: 1978
- Troféu Cidade de Santander: 1980
- Troféu Naranja: 1986
- Troféu Ramón de Carranza: 1979, 1980

Barcelona de Guayaquil
- Campeonato Equatoriano: 1989

### Como jogador (futsal)
Seleção Brasileira
- Copa do Mundo de Futsal da FIFA: 1989

### Como treinador
Flamengo
- Taça Belo Horizonte de Futebol Júnior: 2003 e 2007
- Campeonato Carioca Sub-17: 2004
- Campeonato Carioca de Futebol Sub-20: 2005, 2006 e 2007
- Torneio Octávio Pinto Guimarães: 2006 e 2007

### Como jogador
- Bola de Prata - Seleção do Campeonato Brasileiro: 1977, 1978
- Chuteira de Ouro - Campeonato Carioca
- Primeiro Troféu aos 14 anos como melhor jogador do Torneio de Croix na França: 1971